# Tour de France 2021
Tour de France 2021 var den 108:e upplagan av cykeltävlingen Tour de France och avhölls från 26 juni till 18 juli 2021. Ursprungligen var starten, känd som Grand Départ, planerad att gå i den danska huvudstaden Köpenhamn men det ändrades till Brest i Frankrike på grund av den pågående covid-19-pandemin och att Köpenhamn stod värd för fyra matcher i EM i fotboll 2020. Detta skulle ha varit det första tillfället då Tour de France hade besökt Danmark men istället blir landet värd för Grand Départ år 2022. 
Hela touren var dessutom ursprungligen planerad att gå mellan 2 och 25 juli 2021, men flyttades för att undvika sommar-OS 2021.
Slutsegrare för andra året i rad blev 22-årige Tadej Pogačar. Han blev därmed den yngste att vinna Touren två gånger. Vinstmarginalen till tvåan blev 5 minuter och 20 sekunder. Prissumman till totalvinnaren var 500 000 euro.

## Lagen
23 lag deltog i Tour de France 2021. Alla 19 lagen i UCI World Tour är berättigade och skyldiga att delta i loppet och de fick sällskap av fyra UCI ProTeam-lag, klassen under UCI World Tour. Pro-laget Alpecin–Fenix fick en automatisk inbjudan på grund av sina resultat under 2020, medan de andra tre lagen valdes av Amaury Sport Organisation, arrangörerna av Tour de France. 
| WorldTeams (19)- AG2R Citroën Team - Astana-Premier Tech - Bahrain Victorious - Bora-Hansgrohe - Intermarché-Wanty-Gobert Matériaux - Cofidis - Deceuninck-Quick Step - EF Education-Nippo - Team BikeExchange - Groupama-FDJ - Ineos Grenadiers - Israel Start-Up Nation - Jumbo-Visma - Lotto Soudal - Movistar Team - Qhubeka NextHash - Team DSM - Trek-Segafredo - UAE Team Emirates ProTeams (4)- Alpecin-Fenix - B&B Hotels p/b KTM - Arkéa-Samsic - TotalEnergies |
| |

## Etapper
| [ 4 ] | Datum   | Start                     | Mål                               | Distans  | Typ     | Typ                      | Vinnare              |
| ----- | ------- | ------------------------- | --------------------------------- | -------- | ------- | ------------------------ | -------------------- |
| 1     | 26 juni | Brest                     | Landerneau                        | 197,8 km |         | Kuperad etapp            | Julian Alaphilippe   |
| 2     | 7 juli  | Perros-Guirec             | Mûr-de-Bretagne (Guerlédan)       | 183,5 km |         | Kuperad etapp            | Mathieu van der Poel |
| 3     | 8 juli  | Lorient                   | Pontivy                           | 183 km   |         | Flack etapp              | Tim Merlier          |
| 4     | 9 juli  | Redon                     | Fougères                          | 150,4 km |         | Flack etapp              | Mark Cavendish       |
| 5     | 10 juli | Changé                    | Laval                             | 27,2 km  |         | Tempoetapp (individuell) | Tadej Pogačar        |
| 6     | 11 juli | Tours                     | Châteauroux                       | 160,6 km |         | Flack etapp              | Mark Cavendish       |
| 7     | 2 juli  | Vierzon                   | Le Creusot                        | 249,1 km |         | Kuperad etapp            | Matej Mohorič        |
| 8     | 3 juli  | Oyonnax                   | Le Grand-Bornand                  | 150,8 km |         | Bergsetapp               | Dylan Teuns          |
| 9     | 4 juli  | Cluses                    | Tignes                            | 144,9 km |         | Bergsetapp               | Ben O'Connor         |
|       | 5 juli  | Vilodag                   | Vilodag                           | Vilodag  | Vilodag | Vilodag                  | Vilodag              |
| 10    | 6 juli  | Albertville               | Valence                           | 190,7 km |         | Flack etapp              | Mark Cavendish       |
| 11    | 7 juli  | Sorgues                   | Malaucène                         | 198,9 km |         | Bergsetapp               | Wout van Aert        |
| 12    | 8 juli  | Saint-Paul-Trois-Châteaux | Nîmes                             | 159,4 km |         | Flack etapp              | Nils Politt          |
| 13    | 9 juli  | Nîmes                     | Carcassonne                       | 27,2 km  |         | Flack etapp              | Mark Cavendish       |
| 14    | 10 juli | Carcassonne               | Quillan                           | 117,5 km |         | Kuperad etapp            | Bauke Mollema        |
| 15    | 11 juli | Céret                     | Andorra la Vella (Andorra)        | 191,3 km |         | Bergsetapp               | Sepp Kuss            |
|       | 12 juli | Vilodag                   | Vilodag                           | Vilodag  | Vilodag | Vilodag                  | Vilodag              |
| 16    | 13 juli | Pas de la Casa (Andorra)  | Saint-Gaudens                     | 169 km   |         | Flack etapp              | Patrick Konrad       |
| 17    | 14 juli | Muret                     | Saint-Lary-Soulan (Col de Portet) | 178,4 km |         | Bergsetapp               | Tadej Pogačar        |
| 18    | 15 juli | Pau                       | Luz-Ardiden                       | 129,7 km |         | Bergsetapp               | Tadej Pogačar        |
| 19    | 16 juli | Mourenx                   | Libourne                          | 207 km   |         | Flack etapp              | Matej Mohorič        |
| 20    | 17 juli | Libourne                  | Saint-Émilion                     | 30,8 km  |         | Tempoetapp (individuell) | Wout van Aert        |
| 21    | 18 juli | Rambouillet               | Paris (Champs-Élysées)            | 128 km   |         | Flack etapp              | Wout van Aert        |

## Tröjutveckling
| Etapp           | Vinnare              | Totaltävlingen       | Poängtävlingen     | Bergstävlingen       | Ungdomstävlingen | Lagtävlingen            | Mest offensiva cyklisten |
| --------------- | -------------------- | -------------------- | ------------------ | -------------------- | ---------------- | ----------------------- | ------------------------ |
| 1               | Julian Alaphilippe   | Julian Alaphilippe   | Julian Alaphilippe | Ide Schelling        | Tadej Pogačar    | Team Jumbo–Visma        | Ide Schelling            |
| 2               | Mathieu van der Poel | Mathieu van der Poel | Julian Alaphilippe | Mathieu van der Poel | Tadej Pogačar    | Team Jumbo–Visma        | Edward Theuns            |
| 3               | Tim Merlier          | Mathieu van der Poel | Julian Alaphilippe | Ide Schelling        | Tadej Pogačar    | Team Bahrain Victorious | Michael Schär            |
| 4               | Mark Cavendish       | Mathieu van der Poel | Mark Cavendish     | Ide Schelling        | Tadej Pogačar    | Team Bahrain Victorious | Brent Van Moer           |
| 5               | Tadej Pogačar        | Mathieu van der Poel | Mark Cavendish     | Ide Schelling        | Tadej Pogačar    | Team Jumbo–Visma        | ingen vinnare            |
| 6               | Mark Cavendish       | Mathieu van der Poel | Mark Cavendish     | Ide Schelling        | Tadej Pogačar    | Team Jumbo–Visma        | Greg Van Avermaet        |
| 7               | Matej Mohorič        | Mathieu van der Poel | Mark Cavendish     | Matej Mohorič        | Tadej Pogačar    | Team Jumbo–Visma        | Matej Mohorič            |
| 8               | Dylan Teuns          | Tadej Pogačar        | Mark Cavendish     | Wout Poels           | Tadej Pogačar    | Team Bahrain Victorious | Wout Poels               |
| 9               | Ben O'Connor         | Tadej Pogačar        | Mark Cavendish     | Nairo Quintana       | Tadej Pogačar    | Team Bahrain Victorious | Ben O'Connor             |
| 10              | Mark Cavendish       | Tadej Pogačar        | Mark Cavendish     | Nairo Quintana       | Tadej Pogačar    | Team Bahrain Victorious | Hugo Houle               |
| 11              | Wout van Aert        | Tadej Pogačar        | Mark Cavendish     | Nairo Quintana       | Tadej Pogačar    | Team Bahrain Victorious | Kenny Elissonde          |
| 12              | Nils Politt          | Tadej Pogačar        | Mark Cavendish     | Nairo Quintana       | Tadej Pogačar    | Team Bahrain Victorious | Nils Politt              |
| 13              | Mark Cavendish       | Tadej Pogačar        | Mark Cavendish     | Nairo Quintana       | Tadej Pogačar    | Team Bahrain Victorious | Quentin Pacher           |
| 14              | Bauke Mollema        | Tadej Pogačar        | Mark Cavendish     | Michael Woods        | Tadej Pogačar    | Team Bahrain Victorious | Bauke Mollema            |
| 15              | Sepp Kuss            | Tadej Pogačar        | Mark Cavendish     | Wout Poels           | Tadej Pogačar    | Team Bahrain Victorious | Wout van Aert            |
| 16              | Patrick Konrad       | Tadej Pogačar        | Mark Cavendish     | Wout Poels           | Tadej Pogačar    | Team Bahrain Victorious | Patrick Konrad           |
| 17              | Tadej Pogačar        | Tadej Pogačar        | Mark Cavendish     | Wout Poels           | Tadej Pogačar    | Team Bahrain Victorious | Anthony Perez            |
| 18              | Tadej Pogačar        | Tadej Pogačar        | Mark Cavendish     | Tadej Pogačar        | Tadej Pogačar    | Team Bahrain Victorious | David Gaudu              |
| 19              | Matej Mohorič        | Tadej Pogačar        | Mark Cavendish     | Tadej Pogačar        | Tadej Pogačar    | Team Bahrain Victorious | Matej Mohorič            |
| 20              | Wout van Aert        | Tadej Pogačar        | Mark Cavendish     | Tadej Pogačar        | Tadej Pogačar    | Team Bahrain Victorious | ingen vinnare            |
| 21              | Wout van Aert        | Tadej Pogačar        | Mark Cavendish     | Tadej Pogačar        | Tadej Pogačar    | Team Bahrain Victorious | ingen vinnare            |
| Slutlig vinnare | Slutlig vinnare      | Tadej Pogačar        | Mark Cavendish     | Tadej Pogačar        | Tadej Pogačar    | Team Bahrain Victorious | Franck Bonnamour         |

## Resultat

### Sammanlagt
| \| Totaltävlingen \| Totaltävlingen \| Totaltävlingen \| Totaltävlingen \| Totaltävlingen \| \| Cyklist \| Cyklist \| Lag \| Tid \| \| \| -------------- \| ---------------------- \| ---------------------------------- \| -------------- \| -------------- \| \| 1. \| Tadej Pogačar \| UAE Team Emirates \| 82t 56' 36" \| \| \| 2. \| Jonas Vingegaard \| Jumbo-Visma \| + 5' 20" \| \| \| 3. \| Richard Carapaz \| Ineos Grenadiers \| + 7' 03" \| \| \| 4. \| Ben O'Connor \| AG2R Citroën Team \| + 10' 02" \| \| \| 5. \| Wilco Kelderman \| Bora-Hansgrohe \| + 10' 13" \| \| \| 6. \| Enric Mas \| Movistar Team \| + 11' 43" \| \| \| 7. \| Alexej Lutsenko \| Astana-Premier Tech \| + 12' 23" \| \| \| 8. \| Guillaume Martin \| Cofidis \| + 15' 33" \| \| \| 9. \| Peio Bilbao \| Bahrain Victorious \| + 16' 04" \| \| \| 10. \| Rigoberto Urán \| EF Education-Nippo \| + 18' 34" \| \| \| 11. \| David Gaudu \| Groupama-FDJ \| + 21' 50" \| \| \| 12. \| Mattia Cattaneo \| Deceuninck-Quick Step \| + 24' 58" \| \| \| 13. \| Esteban Chaves \| BikeExchange \| + 37' 48" \| \| \| 14. \| Louis Meintjes \| Intermarché-Wanty-Gobert Matériaux \| + 38' 09" \| \| \| 15. \| Aurélien Paret-Peintre \| AG2R Citroën Team \| + 39' 09" \| \| \| 16. \| Wout Poels \| Bahrain Victorious \| + 51' 22" \| \| \| 17. \| Dylan Teuns \| Bahrain Victorious \| + 51' 40" \| \| \| 18. \| Ruben Guerreiro \| EF Education-Nippo \| + 54' 10" \| \| \| 19. \| Wout van Aert \| Jumbo-Visma \| + 57' 02" \| \| \| 20. \| Bauke Mollema \| Trek-Segafredo \| + 1t 02' 18" \| \| \| 21. \| Sergio Henao \| Qhubeka NextHash \| + 1t 03' 12" \| \| \| 22. \| Franck Bonnamour \| B&B Hotels p/b KTM \| + 1t 04' 35" \| \| \| 23. \| Jonathan Castroviejo \| Ineos Grenadiers \| + 1t 06' 20" \| \| \| 24. \| Alejandro Valverde \| Movistar Team \| + 1t 07' 50" \| \| \| 25. \| Sergio Higuita \| EF Education-Nippo \| + 1t 09' 16" \| \| |                        |                                    |              |
| |                        |                                    |              |
| Källa: ProCyclingStats |                        |                                    |              |
| Totaltävlingen |                        |                                    |              |
| Cyklist | Cyklist                | Lag                                | Tid          |
| 1. | Tadej Pogačar          | UAE Team Emirates                  | 82t 56' 36"  |
| 2. | Jonas Vingegaard       | Jumbo-Visma                        | + 5' 20"     |
| 3. | Richard Carapaz        | Ineos Grenadiers                   | + 7' 03"     |
| 4. | Ben O'Connor           | AG2R Citroën Team                  | + 10' 02"    |
| 5. | Wilco Kelderman        | Bora-Hansgrohe                     | + 10' 13"    |
| 6. | Enric Mas              | Movistar Team                      | + 11' 43"    |
| 7. | Alexej Lutsenko        | Astana-Premier Tech                | + 12' 23"    |
| 8. | Guillaume Martin       | Cofidis                            | + 15' 33"    |
| 9. | Peio Bilbao            | Bahrain Victorious                 | + 16' 04"    |
| 10. | Rigoberto Urán         | EF Education-Nippo                 | + 18' 34"    |
| 11. | David Gaudu            | Groupama-FDJ                       | + 21' 50"    |
| 12. | Mattia Cattaneo        | Deceuninck-Quick Step              | + 24' 58"    |
| 13. | Esteban Chaves         | BikeExchange                       | + 37' 48"    |
| 14. | Louis Meintjes         | Intermarché-Wanty-Gobert Matériaux | + 38' 09"    |
| 15. | Aurélien Paret-Peintre | AG2R Citroën Team                  | + 39' 09"    |
| 16. | Wout Poels             | Bahrain Victorious                 | + 51' 22"    |
| 17. | Dylan Teuns            | Bahrain Victorious                 | + 51' 40"    |
| 18. | Ruben Guerreiro        | EF Education-Nippo                 | + 54' 10"    |
| 19. | Wout van Aert          | Jumbo-Visma                        | + 57' 02"    |
| 20. | Bauke Mollema          | Trek-Segafredo                     | + 1t 02' 18" |
| 21. | Sergio Henao           | Qhubeka NextHash                   | + 1t 03' 12" |
| 22. | Franck Bonnamour       | B&B Hotels p/b KTM                 | + 1t 04' 35" |
| 23. | Jonathan Castroviejo   | Ineos Grenadiers                   | + 1t 06' 20" |
| 24. | Alejandro Valverde     | Movistar Team                      | + 1t 07' 50" |
| 25. | Sergio Higuita         | EF Education-Nippo                 | + 1t 09' 16" |

### Övriga tävlingar
| Poängtävlingen | Poängtävlingen     | Poängtävlingen        | Poängtävlingen | Poängtävlingen |
| Cyklist        | Cyklist            | Lag                   | Poäng          |                |
| -------------- | ------------------ | --------------------- | -------------- | -------------- |
| 1.             | Mark Cavendish     | Deceuninck-Quick Step | 337 poäng      |                |
| 2.             | Michael Matthews   | BikeExchange          | 291 poäng      |                |
| 3.             | Sonny Colbrelli    | Bahrain Victorious    | 227 poäng      |                |
| 4.             | Jasper Philipsen   | Alpecin-Fenix         | 216 poäng      |                |
| 5.             | Wout van Aert      | Jumbo-Visma           | 171 poäng      |                |
| 6.             | Matej Mohorič      | Bahrain Victorious    | 163 poäng      |                |
| 7.             | Julian Alaphilippe | Deceuninck-Quick Step | 163 poäng      |                |
| 8.             | Tadej Pogačar      | UAE Team Emirates     | 154 poäng      |                |
| 9.             | Michael Mørkøv     | Deceuninck-Quick Step | 124 poäng      |                |
| 10.            | Jonas Vingegaard   | Jumbo-Visma           | 103 poäng      |                |

| Poängtävlingen | Poängtävlingen     | Poängtävlingen        | Poängtävlingen | Poängtävlingen |
| Cyklist        | Cyklist            | Lag                   | Poäng          |                |
| -------------- | ------------------ | --------------------- | -------------- | -------------- |
| 1.             | Mark Cavendish     | Deceuninck-Quick Step | 337 poäng      |                |
| 2.             | Michael Matthews   | BikeExchange          | 291 poäng      |                |
| 3.             | Sonny Colbrelli    | Bahrain Victorious    | 227 poäng      |                |
| 4.             | Jasper Philipsen   | Alpecin-Fenix         | 216 poäng      |                |
| 5.             | Wout van Aert      | Jumbo-Visma           | 171 poäng      |                |
| 6.             | Matej Mohorič      | Bahrain Victorious    | 163 poäng      |                |
| 7.             | Julian Alaphilippe | Deceuninck-Quick Step | 163 poäng      |                |
| 8.             | Tadej Pogačar      | UAE Team Emirates     | 154 poäng      |                |
| 9.             | Michael Mørkøv     | Deceuninck-Quick Step | 124 poäng      |                |
| 10.            | Jonas Vingegaard   | Jumbo-Visma           | 103 poäng      |                |

| Bergstävlingen | Bergstävlingen   | Bergstävlingen     | Bergstävlingen | Bergstävlingen |
| Cyklist        | Cyklist          | Lag                | Poäng          |                |
| -------------- | ---------------- | ------------------ | -------------- | -------------- |
| 1.             | Tadej Pogačar    | UAE Team Emirates  | 107 poäng      |                |
| 2.             | Wout Poels       | Bahrain Victorious | 88 poäng       |                |
| 3.             | Jonas Vingegaard | Jumbo-Visma        | 82 poäng       |                |
| 4.             | Wout van Aert    | Jumbo-Visma        | 68 poäng       |                |
| 5.             | Nairo Quintana   | Arkéa-Samsic       | 66 poäng       |                |
| 6.             | Richard Carapaz  | Ineos Grenadiers   | 56 poäng       |                |
| 7.             | Ben O'Connor     | AG2R Citroën Team  | 44 poäng       |                |
| 8.             | Bauke Mollema    | Trek-Segafredo     | 41 poäng       |                |
| 9.             | David Gaudu      | Groupama-FDJ       | 41 poäng       |                |
| 10.            | Anthony Perez    | Cofidis            | 37 poäng       |                |

| Bergstävlingen | Bergstävlingen   | Bergstävlingen     | Bergstävlingen | Bergstävlingen |
| Cyklist        | Cyklist          | Lag                | Poäng          |                |
| -------------- | ---------------- | ------------------ | -------------- | -------------- |
| 1.             | Tadej Pogačar    | UAE Team Emirates  | 107 poäng      |                |
| 2.             | Wout Poels       | Bahrain Victorious | 88 poäng       |                |
| 3.             | Jonas Vingegaard | Jumbo-Visma        | 82 poäng       |                |
| 4.             | Wout van Aert    | Jumbo-Visma        | 68 poäng       |                |
| 5.             | Nairo Quintana   | Arkéa-Samsic       | 66 poäng       |                |
| 6.             | Richard Carapaz  | Ineos Grenadiers   | 56 poäng       |                |
| 7.             | Ben O'Connor     | AG2R Citroën Team  | 44 poäng       |                |
| 8.             | Bauke Mollema    | Trek-Segafredo     | 41 poäng       |                |
| 9.             | David Gaudu      | Groupama-FDJ       | 41 poäng       |                |
| 10.            | Anthony Perez    | Cofidis            | 37 poäng       |                |

| Ungdomstävlingen | Ungdomstävlingen       | Ungdomstävlingen   | Ungdomstävlingen | Ungdomstävlingen |
| Cyklist          | Cyklist                | Lag                | Tid              |                  |
| ---------------- | ---------------------- | ------------------ | ---------------- | ---------------- |
| 1.               | Tadej Pogačar          | UAE Team Emirates  | 82t 56' 36"      |                  |
| 2.               | Jonas Vingegaard       | Jumbo-Visma        | + 5' 20"         |                  |
| 3.               | David Gaudu            | Groupama-FDJ       | + 21' 50"        |                  |
| 4.               | Aurélien Paret-Peintre | AG2R Citroën Team  | + 39' 09"        |                  |
| 5.               | Sergio Higuita         | EF Education-Nippo | + 1t 09' 16"     |                  |
| 6.               | Valentin Madouas       | Groupama-FDJ       | + 2t 11' 39"     |                  |
| 7.               | Neilson Powless        | EF Education-Nippo | + 2t 13' 33"     |                  |
| 8.               | Mark Donovan           | Team DSM           | + 2t 17' 40"     |                  |
| 9.               | Jonas Rutsch           | EF Education-Nippo | + 2t 29' 33"     |                  |
| 10.              | Brent Van Moer         | Lotto-Soudal       | + 2t 43' 49"     |                  |

| Ungdomstävlingen | Ungdomstävlingen       | Ungdomstävlingen   | Ungdomstävlingen | Ungdomstävlingen |
| Cyklist          | Cyklist                | Lag                | Tid              |                  |
| ---------------- | ---------------------- | ------------------ | ---------------- | ---------------- |
| 1.               | Tadej Pogačar          | UAE Team Emirates  | 82t 56' 36"      |                  |
| 2.               | Jonas Vingegaard       | Jumbo-Visma        | + 5' 20"         |                  |
| 3.               | David Gaudu            | Groupama-FDJ       | + 21' 50"        |                  |
| 4.               | Aurélien Paret-Peintre | AG2R Citroën Team  | + 39' 09"        |                  |
| 5.               | Sergio Higuita         | EF Education-Nippo | + 1t 09' 16"     |                  |
| 6.               | Valentin Madouas       | Groupama-FDJ       | + 2t 11' 39"     |                  |
| 7.               | Neilson Powless        | EF Education-Nippo | + 2t 13' 33"     |                  |
| 8.               | Mark Donovan           | Team DSM           | + 2t 17' 40"     |                  |
| 9.               | Jonas Rutsch           | EF Education-Nippo | + 2t 29' 33"     |                  |
| 10.              | Brent Van Moer         | Lotto-Soudal       | + 2t 43' 49"     |                  |

| Lagtävlingen | Lagtävlingen        | Lagtävlingen | Lagtävlingen |
| Lag          | Lag                 | Tid          |              |
| ------------ | ------------------- | ------------ | ------------ |
| 1.           | Bahrain Victorious  | 249t 16' 47" |              |
| 2.           | EF Education-Nippo  | + 19' 12"    |              |
| 3.           | Jumbo-Visma         | + 1t 11' 35" |              |
| 4.           | Ineos Grenadiers    | + 1t 27' 10" |              |
| 5.           | AG2R Citroën Team   | + 1t 31' 54" |              |
| 6.           | Bora-Hansgrohe      | + 1t 36' 44" |              |
| 7.           | Trek-Segafredo      | + 1t 47' 04" |              |
| 8.           | Astana-Premier Tech | + 2t 01' 45" |              |
| 9.           | Movistar Team       | + 2t 04' 28" |              |
| 10.          | UAE Team Emirates   | + 2t 38' 08" |              |

| Lagtävlingen | Lagtävlingen        | Lagtävlingen | Lagtävlingen |
| Lag          | Lag                 | Tid          |              |
| ------------ | ------------------- | ------------ | ------------ |
| 1.           | Bahrain Victorious  | 249t 16' 47" |              |
| 2.           | EF Education-Nippo  | + 19' 12"    |              |
| 3.           | Jumbo-Visma         | + 1t 11' 35" |              |
| 4.           | Ineos Grenadiers    | + 1t 27' 10" |              |
| 5.           | AG2R Citroën Team   | + 1t 31' 54" |              |
| 6.           | Bora-Hansgrohe      | + 1t 36' 44" |              |
| 7.           | Trek-Segafredo      | + 1t 47' 04" |              |
| 8.           | Astana-Premier Tech | + 2t 01' 45" |              |
| 9.           | Movistar Team       | + 2t 04' 28" |              |
| 10.          | UAE Team Emirates   | + 2t 38' 08" |              |